# Jakob Schneider
Pour les articles homonymes, voir Schneider.
Jakob Schneider, né le 18 avril 1994, est un rameur allemand.

## Palmarès

### Championnats du monde
- 2015 à Aiguebelette (France)
  -  Médaille d'or en deux avec barreur
- 2017 à Sarasota (États-Unis)
  -  Médaille d'or en huit
- 2018 à Plovdiv (Bulgarie)
  -  Médaille d'or en huit
- 2019 à Ottensheim (Autriche)
  -  Médaille d'or en huit

### Championnats d'Europe
- 2017 à Račice (République tchèque)
  -  Médaille d'or en huit
- 2018 à Glasgow (Royaume-Uni)
  -  Médaille d'or en huit
- 2019 à Lucerne (Suisse)
  -  Médaille d'or en huit